# Pakora
Pakora, även kallad pakoda eller bhaji, är en friterad smårätt, härrörande från den indiska subkontinenten. Det är en populär smårätt över hela subkontinenten, där den serveras på restauranger och säljs som gatumat. Det finns ofta även på indiska restauranger och övriga sydasiatiska restauranger i västvärlden. 

## Tillagning
Pakora lagas med en eller två huvudingredienser: lök, aubergine, potatis, spenat, kokbanan, paneer, blomkål, tomat eller chilipeppar. De tillagas också ibland med bröd, bovete, jordnötter, fisk eller kyckling. De doppas i en smet gjord på kikärtsmjöl och friteras därefter. De mest populära sorterna är pyaaz pakora, gjord på lök, och aloo pakora, som görs på potatis. Andra variationer inkluderar paalak pakora (av spenat) och paneer pakora, tillverkad av paneer (ett slags färskost). 